# Talking Body
«Talking Body» es una canción de la cantante sueca Tove Lo, lanzado a la radio hit contemporáneo estadounidense el 13 de enero de 2015, a través Republic Records. Sirve como el segundo sencillo de su álbum debut, Queen of the Clouds (2014).

## Composición
«Talking Body» fue escrita por Tove Lo, Ludvig Söderberg, y Jakob Jerlström, mientras que su producción fue manejada por The Struts y Shellback. Es una canción de Pop, electropop y dance pop, con elementos del trip hop, synthpop e indie pop. Mientras que la letra habla sobre tratar de seducir a alguien para que tenga relaciones sexuales

## Comercial
La canción alcanzó el puesto número 12 en el Billboard Hot 100, convirtiéndose en su segundo top-veinte después del hit "Habits (Stay High)". Además, alcanzó el puesto número 4 en la lista de Mainstream Top 40 Charts, que enumera las canciones más tocadas en las radios pop. El sencillo pasó 30 semanas en el Hot 100, y ha vendido 2 000 000 de descargas. También alcanzó el puesto número 14 en Canadá. En cuanto a Europa, ha alcanzado su punto máximo en el número 16 en Suecia, N.º 100 en Alemania y 17 en la lista de singles del Reino Unido (N.º 8 en Escocia), convirtiéndose en su tercer top 20 hit después de "Habits (Stay High)" y "Heroes (We Could Be)" con Alesso.

## Video musical y actuaciones en vivo
El video musical de la canción fue estrenado en enero de 2015.
Desde 2015, en esta canción Tove Lo suele mostrar brevemente sus pechos a la audiencia.

## Lista de canciones
Talking Body (Remixes) — sencillo
1. "Talking Body (Gryffin Remix)" – 4:29
2. "Talking Body (KREAM Remix)" – 3:39
3. "Talking Body (WDL Remix)" – 3:41

## Posicionamiento en listas
| Lista (2015)                                | Posición Semanal |
| ------------------------------------------- | ---------------- |
| Australia (ARIA)                            | 95               |
| Bélgica (Flandes) (Ultratip Bubbling Under) | 19               |
| Bélgica (Valonia) (Ultratip Bubbling Under) | 25               |
| Canadá (Canadian Hot 100)                   | 14               |
| Dinamarca (Tracklisten)                     | 26               |
| Finlandia (OFC)                             | 13               |
| Alemania (Media Control AG)                 | 100              |
| Irlanda (IRMA)                              | 41               |
| Países Bajos (Mega Single Top 100)          | 74               |
| Escocia (Scottish Singles Sales Chart)      | 8                |
| Suecia (Sverigetopplistan)                  | 16               |
| Reino Unido (UK Singles Chart)              | 17               |
| Estados Unidos (Billboard Hot 100)          | 12               |
| Estados Unidos (Adult Contemporary)         | 23               |
| Estados Unidos (Adult Top 40)               | 8                |
| Estados Unidos (Hot Dance Club Songs)       | 1                |
| Estados Unidos (Mainstream Top 40)          | 4                |

### Certificaciones
| País           | Organismo Certificador | Ventas Certificadas | Certificación | Ref.   |
| -------------- | ---------------------- | ------------------- | ------------- | ------ |
| Dinamarca      | IFPI                   | 60 000              | Platino       | [ 23 ] |
| Estados Unidos | RIAA                   | 2 000               | 2× Platino    | [ 24 ] |
| Italia         | FMI                    | 25 000              | Oro           | [ 25 ] |
| Reino Unido    | BPI                    | 200 000             | Plata         | [ 26 ] |

## Historial de lanzamientos
| País           | Fecha                 | Formato                           | Discográfica     | Ref.   |
| -------------- | --------------------- | --------------------------------- | ---------------- | ------ |
| Estados Unidos | 13 de enero de 2015   | Radio hit contemporáneo           | Republic Records | [ 1 ]  |
| Estados Unidos | 10 de febrero de 2015 | Descarga digital (Remixes single) | Universal Music  | [ 4 ]  |
| Canadá         | 10 de febrero de 2015 | Descarga digital (Remixes single) | Universal Music  | [ 5 ]  |
| Estados Unidos | 24 de marzo de 2015   | Rítmico contemporáneo             | Republic Records | [ 27 ] |